# Ombre de la Terre

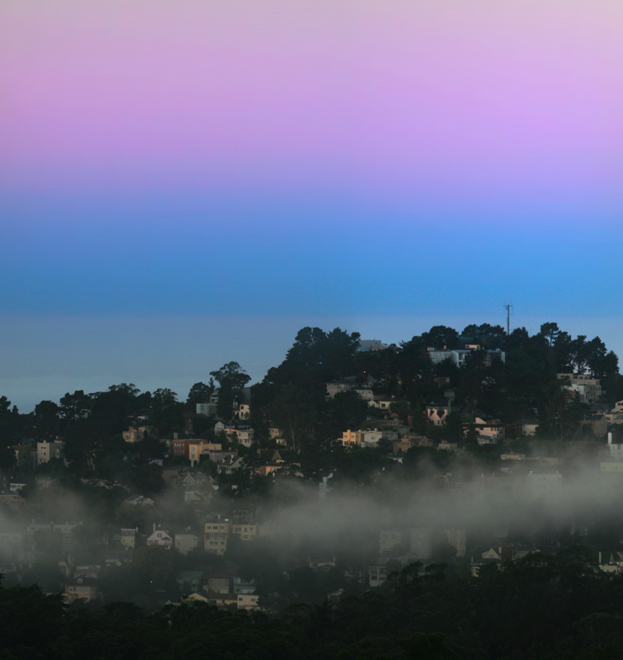
L'ombre de la Terre (en bleu) et la ceinture de Vénus (rose) à l'aube, vues au-dessus de l'océan Pacifique (bleu-gris), vers l'ouest depuis Twin Peaks, à San Francisco.

L'ombre de la Terre (ou ombre terrestre) est l'ombre que la Terre elle-même projette à travers son atmosphère et dans l'espace, vers le point antisolaire. Au début du crépuscule et à la fin de l'aube, la frange visible de l'ombre apparaît comme une bande sombre et diffuse juste au-dessus de l'horizon, de façon plus distincte lorsque le ciel est dégagé.

## Apparence

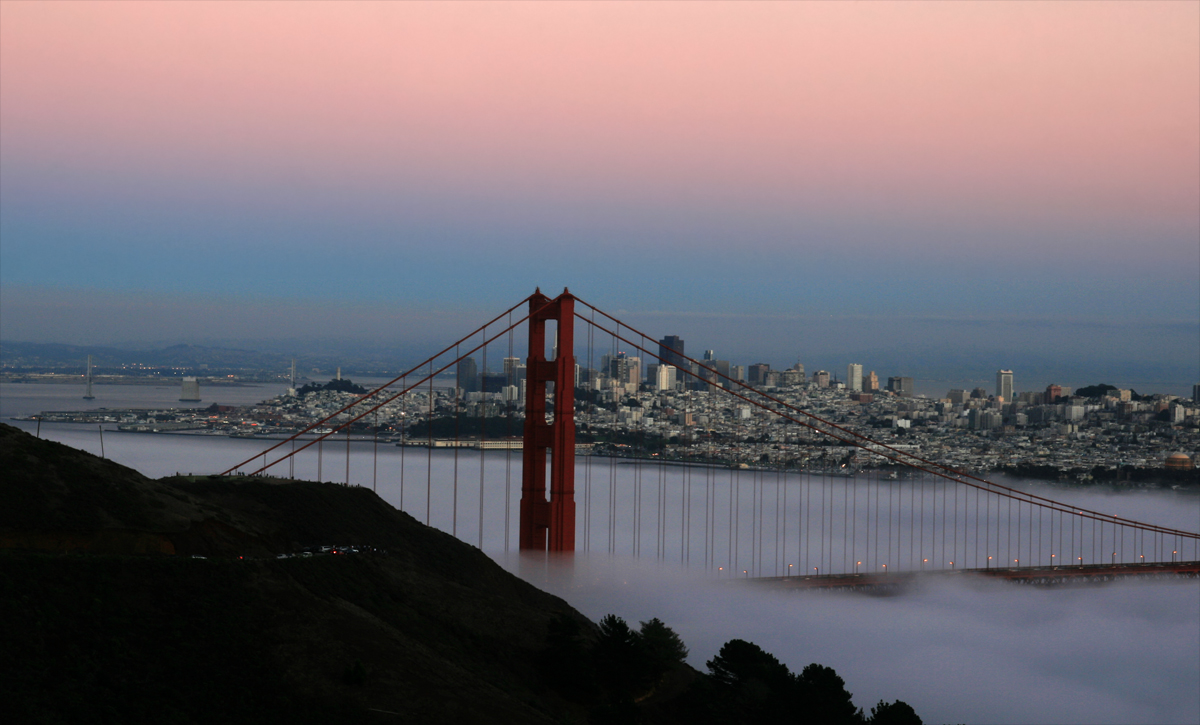
L'ombre de la Terre et la ceinture de Vénus au crépuscule, vue vers l'est depuis les Marin Headlands, juste au nord de San Francisco, en octobre 2010.

L'ombre de la Terre projetée sur l'atmosphère peut être observée pendant le crépuscule ou l'aube si le ciel et l'horizon sont dégagés. L'ombre apparaît comme une bande bleuâtre foncée à violacée qui s'étend sur 180° de l'horizon à l'opposé du soleil, c'est-à-dire dans le ciel oriental au crépuscule et dans le ciel occidental à l'aube. Avant le lever du soleil, l'ombre de la Terre semble s'éloigner à mesure que le Soleil se lève ; respectivement, après le coucher du soleil, l'ombre semble se lever à mesure que le soleil se couche.
L'ombre de la Terre est d'autant plus visible lorsque l'horizon est bas, comme au-dessus de la mer. Aussi, plus l'altitude de l'observateur est élevée et plus l'ombre apparaît nette,.

## Ceinture de Vénus

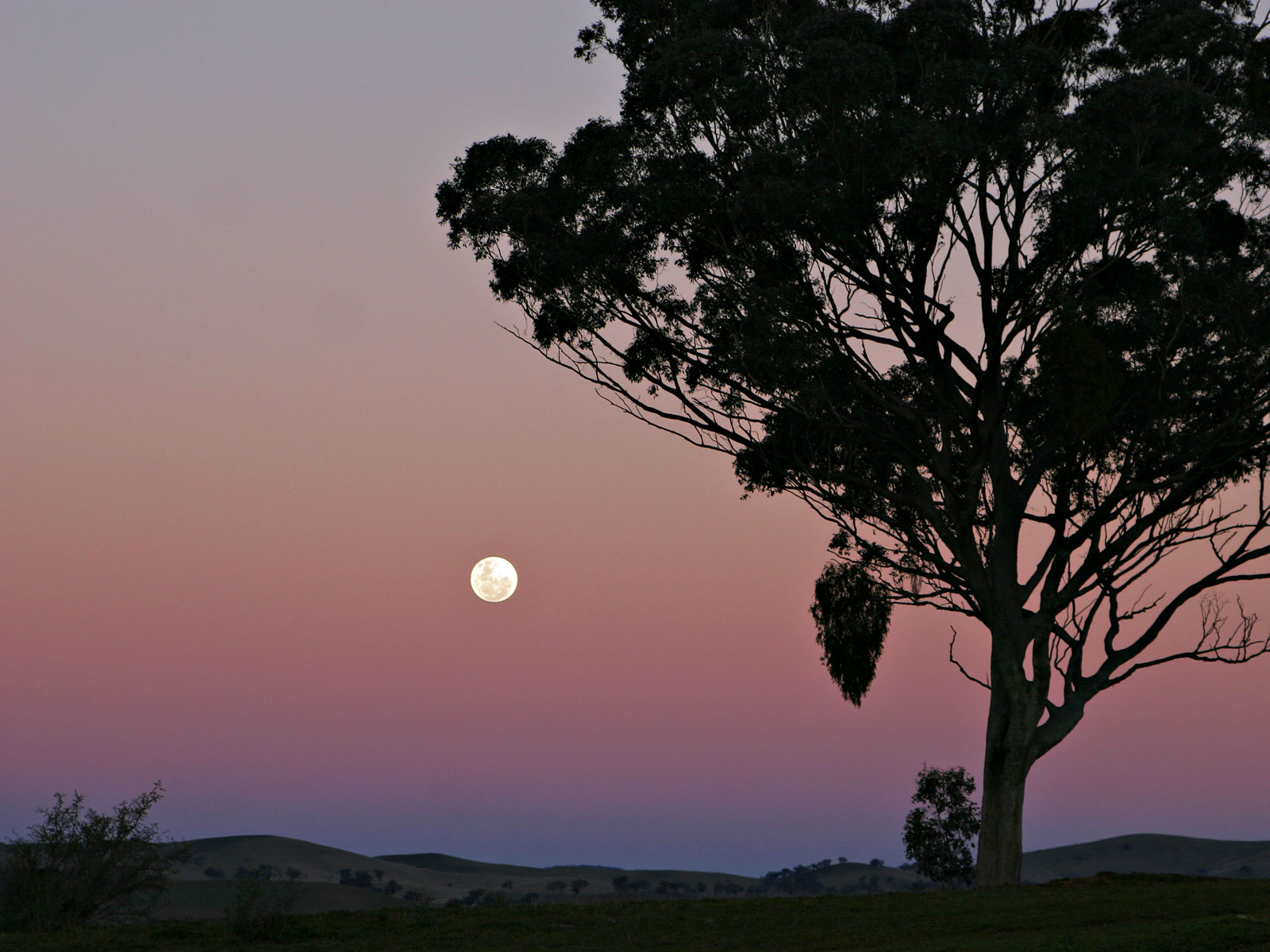
Une pleine lune se levant, vue à travers la ceinture de Vénus. Une très petite partie de l'ombre de la Terre (bleu foncé) est également visible sur cette image, mais l'horizon ici est trop haut pour qu'une plus grande partie de l'ombre de la Terre soit visible.

Un phénomène connexe dans la même partie du ciel est la ceinture de Vénus, une bande rosâtre visible au-dessus de la teinte bleutée de l'ombre de la Terre. Elle tient son nom de la planète Vénus qui, lorsqu'elle est visible, est généralement située dans cette région du ciel.

### Couleur
Lorsque le soleil est proche de l'horizon au moment de son coucher ou de son lever , la lumière apparaît rougeâtre. En effet, les rayons lumineux pénètrent dans une couche particulièrement épaisse de l’atmosphère faisant office de filtre et diffusant toutes les longueurs d’onde sauf les plus longues (les plus rouges).
Du point de vue de l'observateur, la lumière rouge du soleil illumine directement les particules en suspension de la basse atmosphère dans le ciel opposé au soleil. La lumière rouge est rétrodiffusée vers l'observateur, ce qui cause la couleur rosée de  la ceinture de Vénus.
Plus le soleil couchant descend, moins la frontière entre l'ombre de la Terre et la ceinture de Vénus apparaît définie. Aucune ligne définie assimilable à un terminateur ne les sépare : les deux bandes colorées se fondent l'une dans l’autre dans le ciel. En effet, le Soleil couchant éclaire désormais une partie plus fine de la haute atmosphère où la lumière rouge n'est pas diffusée car moins de particules sont présentes. L'œil ne voit donc que le ciel bleu « normal », dû à la diffusion Rayleigh des molécules d'air. Finalement, l'ombre de la Terre et la ceinture de Vénus se dissolvent dans l'obscurité du ciel nocturne.

## Couleur des éclipses lunaires

Une éclipse lunaire, le 16 mai 2022, montre la lumière rougeâtre tombant sur la surface de la Lune.

L'ombre de la Terre est courbée et son ombre s'étend sur 1 400 000 km dans l’espace. Lorsque le Soleil, la Terre et la Lune sont alignés (en syzygie) dans cet ordre, l'ombre de la Terre tombe sur la surface lunaire faisant face au côté nocturne de la planète. L'ombre assombrit progressivement la pleine lune, provoquant une éclipse lunaire.
Même lors d’une éclipse lunaire totale, une petite quantité de la lumière solaire atteint toujours la Lune : cette lumière est celle réfractée lors de sa traversée de l'atmosphère terrestre. Les molécules d'air et les particules en suspension de l'atmosphère diffusent les longueurs d'onde les plus courtes, donc seules les longueurs d’onde plus longues atteignent la Lune. Ainsi, de la même manière que la lumière au coucher ou au lever du soleil apparaît rougeâtre, la lune apparaît dans le ciel avec une faible illumination rouge qui lui donne le nom de lune cuivrée.